# Versöhnungskirche (Dachau)

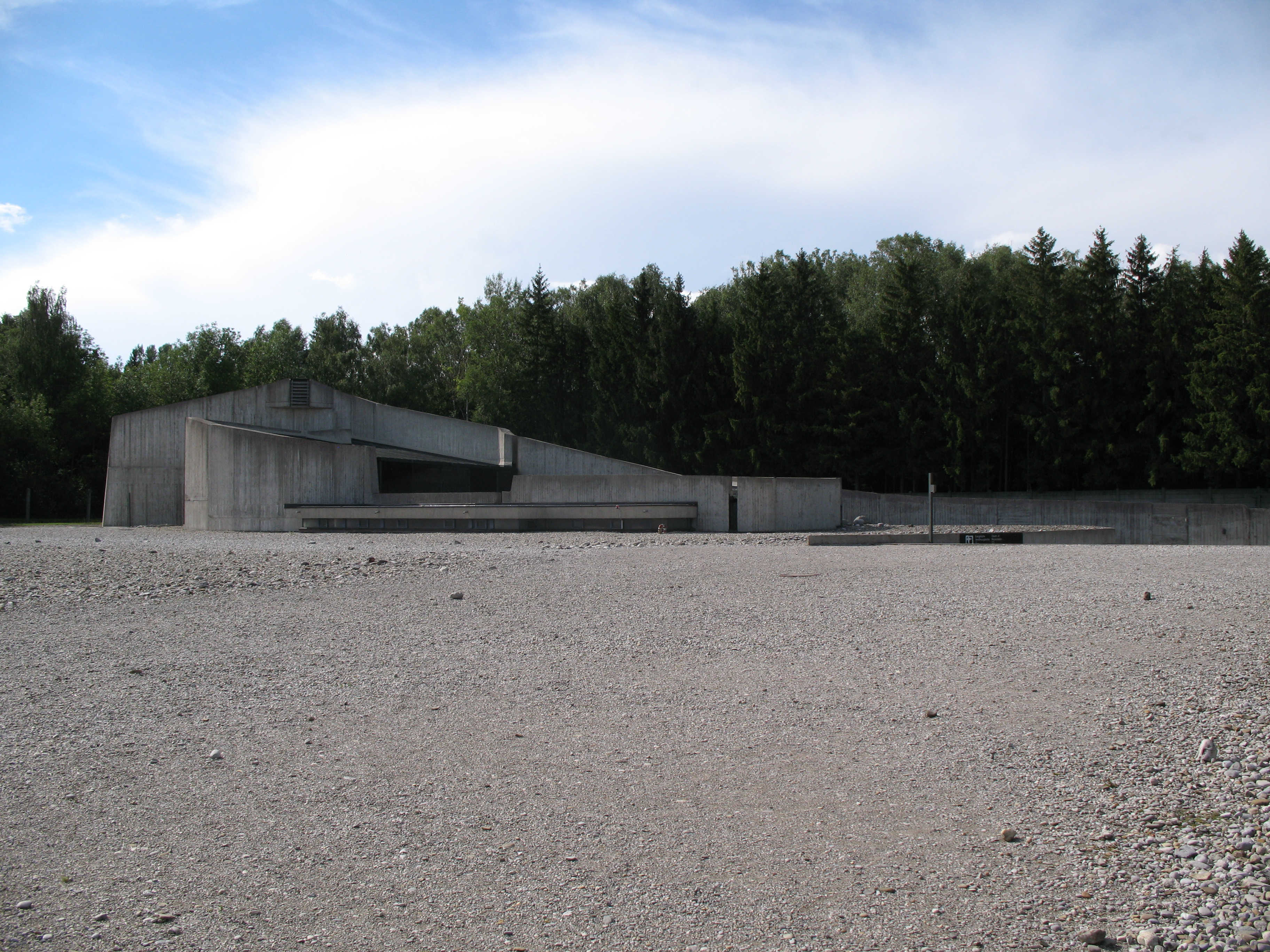
Versöhnungskirche

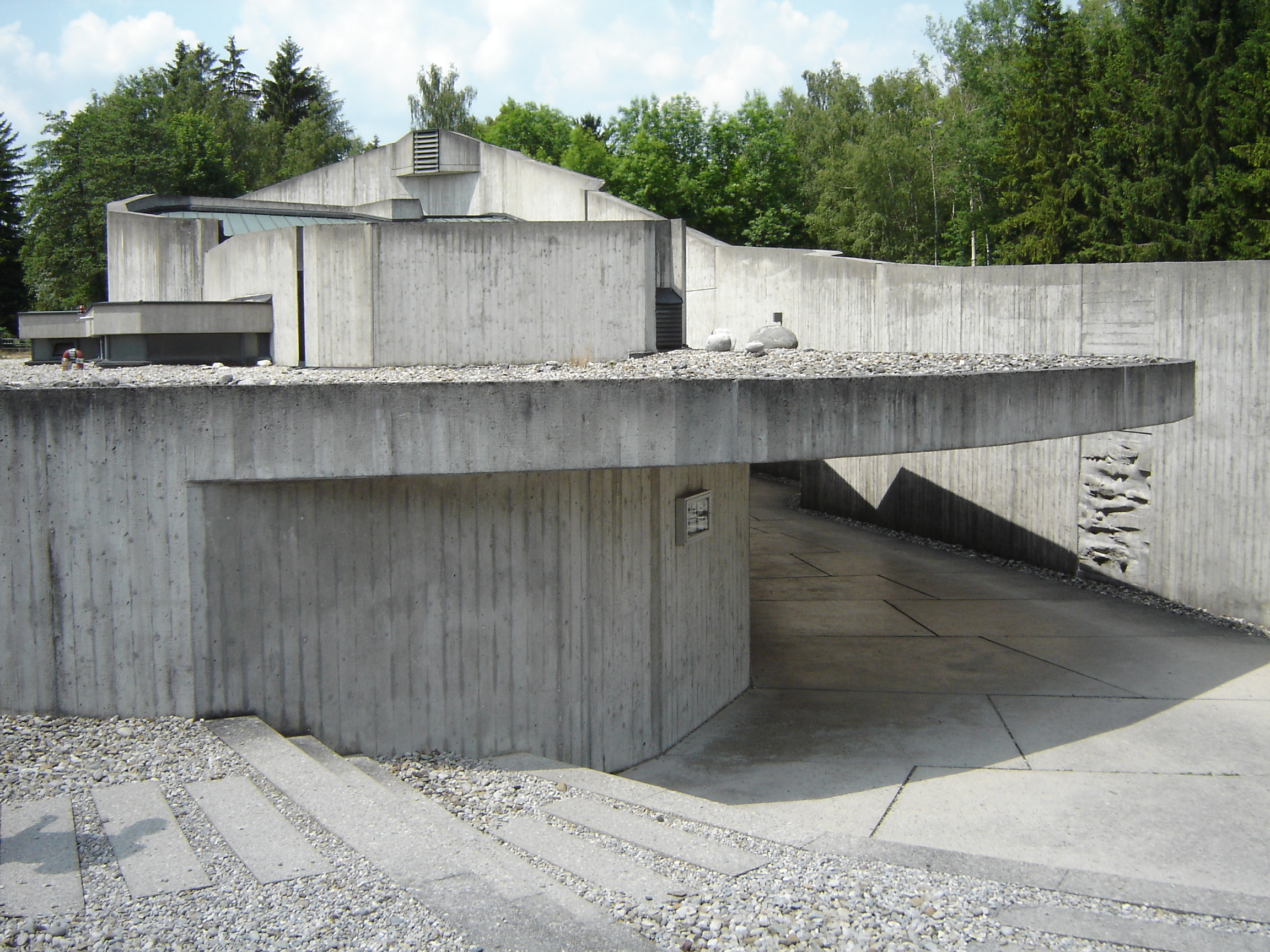
Eingang

Die Versöhnungskirche ist eine evangelische Kirche, die nach Plänen des Architekten Helmut Striffler von 1965 bis 1967 auf dem Gelände der KZ-Gedenkstätte Dachau erbaut wurde.

## Geschichte

### Vorgeschichte und Grundsteinlegung
Ursprünglich gab es Überlegungen, auf dem Gelände des ehemaligen Konzentrationslagers Dachau einen meditativen Ort für alle Bekenntnisse zu schaffen. Als dies nicht zu verwirklichen war, dachte die Evangelische Kirche in Deutschland an ein Sühnekreuz in einem Atrium, da der weithin unterbliebene Widerspruch der evangelischen Kirche gegen den Nationalsozialismus und seine Menschenmissachtung zunächst den Bau einer Kirche in der KZ-Gedenkstätte nicht angemessen erscheinen ließ. Auf ausdrücklichen Wunsch von ehemaligen Häftlingen wurde dann doch eine Kirche errichtet.
Die Grundsteinlegung erfolgte am 8. Mai 1965 durch Präses Kurt Scharf. Am 30. April 1967 wurde die Versöhnungskirche eingeweiht. Erster Prediger war Pastor Martin Niemöller, einst selbst Gefangener im KZ Dachau.

### Erste Jahre
Gegen entschiedene Widerstände wurde Christian Reger, selbst ehemaliger Gefangener im KZ Dachau, erster Pfarrer an der Versöhnungskirche. „Am meisten Widerstand gegen die Arbeit an der Versöhnungskirche leisten alte Dachauer Einwohner und mit ihnen – uni sono – etwa der evang. Pfarrer von Dachau-Ost…“ beschrieb dies Reger im Mai 1967. Vorübergehend wurde er deshalb von dem pensionierten Generalsekretär des evangelischen Jugendverbandes CVJM in Würzburg, Oskar Zeiss, abgelöst. Von August 1970 bis 1978 übernahm Reger wieder den Dienst an der Versöhnungskirche. Hans Ludwig Wagner folgte ihm 1978 im Amt. 1985 trat Waldemar Pisarski die nun auch regulär von der bayerischen Landeskirche eingerichtete Pfarrstelle in der Versöhnungskirche an.

### Kirchenasyl für Roma
Kurz nach der Deutschen Wiedervereinigung  beschloss die Bundesregierung, das Asylrecht stark einzuschränken. Direkt davon betroffen waren auch Roma aus Südosteuropa. Hunderte suchten deshalb Schutz vor Abschiebung in der KZ-Gedenkstätte: Die dortige evangelische Versöhnungskirche um Diakon Peter Klentzan wurde vom 16. Mai bis zum 8. Juli 1993 zur Roma-Fluchtburg. Bayerns Innenminister Günther Beckstein drohte, die KZ-Gedenkstätte räumen zu lassen. Schließlich erhielten die Roma freien Abzug, fast alle wurden letztlich in die vom Bürgerkrieg zerstörten Regionen Jugoslawiens abgeschoben.

### Heute
In der Versöhnungskirche wird jeden Sonntag ein Abendmahlsgottesdienst gefeiert. Heute finden regelmäßig thematische Veranstaltungen und Ausstellungen statt. Die Mitarbeiter führen durch das ehemalige Konzentrationslager, bieten und vermitteln Gespräche, engagieren sich in unterschiedlichen Initiativen um die Gedenkstätte und beteiligen sich an der jährlichen Internationalen Jugendbegegnung in Dachau.
Die Versöhnungskirche wird von der Evangelischen Kirche in Deutschland (EKD) getragen, die die Eigentümerin ist, und von der Evangelisch-Lutherischen Kirche in Bayern personell besetzt. Seit 2007 wird die Arbeit der Versöhnungskirche durch die Stiftung „Evangelische Versöhnungskirche in der KZ-Gedenkstätte Dachau“ unterstützt. Die Versöhnungskirche wird von einem Kuratorium mit Persönlichkeiten aus verschiedenen Ländern begleitet.

## Architektur
Dem Architekten Helmut Striffler gelang mit der Versöhnungskirche ein Bau, der im Stil des Brutalismus Widersprüchliches auf eindrucksvolle Weise in sich vereint. Das architektonische Konzept der Kirche ist von Gegensätzen geprägt: Sie will auf dem Gelände der Gedenkstätte präsent sein, sich aber nicht aufdrängen. Sie will Menschen von heute ansprechen und zugleich auf eine unvorstellbare Geschichte antworten. Sie will der Feier des Gottesdienstes Raum geben und die Auseinandersetzung mit Leid und Verbrechen ermöglichen. Sie will zum Gespräch einladen und zum Stillwerden ermutigen. Sie will Informationen anbieten und zum Gebet hinführen. Sie will an Verfolgte genauso erinnern wie an die Schuld der Verfolger. So kann die Symbolik des Gebäudes stets mehrfach gelesen und verstanden werden.
Der Außenbau wirkt rätselhaft, er provoziert Fragen. Eine große Freitreppe führt hinunter. Ihre Form erinnert an geöffnete Arme – ein Arm zur Gedenkstätte hin ausgestreckt, der andere wendet sich der katholischen Todesangst-Christi-Kapelle und der jüdischen Gebetsstätte zu: Hier sind alle Menschen willkommen. Die nach unten enger werdende Treppe gleicht dem Eingang in eine Höhle. Den „Weg in die Tiefe“ kann man gehen als einen „Weg der Scham“ oder als einen „Weg der Trauer“, man kann ihn verstehen als „Eintauchen in die Erinnerung“ oder als „Suche nach Zuflucht“.
Auf der rechten Seite sind in die Mauer zwei Reliefs von Hubertus von Pilgrim eingelassen: liegende Gestalten, menschliche Formen, kaum mehr zu erkennen – eine leise Ahnung: Zehntausende von Schicksalen, die meisten vergessen. Bedrohlich wirkt der weitere Zugang. Es ist eng und dunkel. Durch einen schmalen Spalt fällt etwas Licht. Umso hoffnungsfroher stimmt der Blick nach vorn. Dort, wo der Innenhof beginnt, erwartet den Besucher gleißendes Licht. An der Grenzlinie zwischen diesem Licht und der vorherigen Dunkelheit steht ein schwenkbares Stahltor von Fritz Kühn. In vier Sprachen sind Worte aus dem 57. Psalm eingraviert: „Zuflucht ist unter dem Schatten deiner Flügel“.
Auch wenn der helle Hof im ersten Moment befreiend wirkt, bleibt etwas Beklemmendes: Seine Kahlheit und Rechtwinkligkeit erinnern an die Architektur des KZ, die Mauern an Exekutionen. Dieser Hof verbindet zwei Räume, die durch hohe Glaswände aufeinander bezogen sind: den Gesprächsraum auf der einen und den Gottesdienstraum auf der anderen Seite. Beide Räume kommen ganz ohne rechte Winkel aus, Boden und Decke sind schräg, die Wände unregelmäßig. Lebendigkeit und Einzigartigkeit wird dem Ordnungsterror und der Uniformität des Konzentrationslagers entgegengestellt.
Der Eingangsbereich des Gesprächsraums wird geprägt von Carel Kneulmans Bronzestatue „Die drei Männer im Feuerofen“. Drei Gestalten verschmelzen zu einer einzigen Flamme, die als Schrei zum Himmel lodert. Die Inschrift am Sockel, Daniel 3:V.18, verweist auf die biblische Quelle – eine Erzählung von drei Männern, die den Götzendienst verweigerten und bereit waren zum Feuertod, aus dem sie freilich wunderbar errettet wurden.
Der gegenüber liegende Gottesdienstraum wirkt trotz seiner lebendig geschwungenen Mauern eher nüchtern und karg. Er ist ganz auf das Wesentliche konzentriert: Altartisch, Gemeindebänke, Lesepult, brennende Kerze, und an zentraler Stelle das Kreuz von Fritz Koenig – ungewöhnlich aus einem Metallquader herausbrechend.
Farbe sucht man in diesem Kirchenraum vergeblich. Einzig das schmale Fenster von Emil Kiess setzt mit der Farbe Rot einen eindrucksvollen Akzent: ein leuchtend roter „Blutstropfen“, sowohl Symbol des Todes als auch des Lebens. Auf dem Weg zum Ausgang wird man begleitet von Worten des Psalms 130. Der Weg führt leicht aufwärts, als Zeichen der Hoffnung.